# Guanosinemonofosfaat
Guanosinemonofosfaat of GMP (ook guanylzuur genoemd) is een ribonucleotide die is opgebouwd uit het nucleobase guanine, het monosacharide ribose en een fosfaatgroep. Het wordt gevormd door de hydrolyse van guanosinedifosfaat (GDP). Guanosinemonofosfaat is een van de bouwstenen van RNA.
Guanosinemonofosfaat kan beschouwd worden als een zwak zuur, met volgende zuurconstanten:
- pKa1 = 0,7
- pKa2 = 2,4
- pKa3 = 6,1
- pKa4 = 9,4

## Toepassingen
Guanosinemonofosfaat en een aantal zouten ervan worden gebruikt als voedingsadditieven en dienen als smaakversterkers (om een typische umami-smaak te genereren):
| Naam                 | E-nummer | Brutoformule   | CAS-nummer |
| -------------------- | -------- | -------------- | ---------- |
| Guanosinemonofosfaat | E626     | C10H14N5O8P    | 85-32-5    |
| Natriumguanylaat     | E627     | C10H12N5O8PNa2 | 13474-02-7 |
| Kaliumguanylaat      | E628     | C10H12N5O8PK2  | 3254-39-5  |
| Calciumguanylaat     | E629     | C10H12N5O8PCa  | 38966-30-2 |

De zouten worden vaak in combinatie met natriuminosinaat gebruikt. Deze combinatie staat bekend als dinatrium-5'-ribonucleotiden. Aangezien guanosinemonofosfaat en diens zouten behoorlijk duur zijn, wordt het meestal gecombineerd met andere smaakversterkers, zoals glutaminezuur en mononatriumglutamaat.

## Cyclisch guanosinemonofosfaat
Guanosinemonofosfaat bestaat ook als een cyclisch nucleotide: cyclisch guanosinemonofosfaat of cGMP. Dit is een molecule die een belangrijke rol speelt in verscheidene biochemische processen, waaronder bij de intracellulaire signaaltransductie.